# Associazione Sportiva Taranto 1931-1932
Questa pagina raccoglie i dati riguardanti l'Associazione Sportiva Taranto nelle competizioni ufficiali della stagione 1931-1932.

## Rosa
| N. |                   | Ruolo | Calciatore           |
| -- | ----------------- | ----- | -------------------- |
|    | Italia (bandiera) | D     | Vito Arzeni          |
|    | Italia (bandiera) | D     | Salvatore Boccanfuso |
|    | Italia (bandiera) | P     | Adolfo Bolognini     |
|    | Italia (bandiera) | D     | Ettore Boninsegna    |
|    | Italia (bandiera) | C     | Vito Carenza         |
|    | Italia (bandiera) | A     | Martino Castellano   |
|    | Italia (bandiera) | C     | Nicola De Lorenzo    |
|    | Italia (bandiera) | C     | Giuseppe Friuli (II) |
|    | Italia (bandiera) | P     | Giannese             |

| N. |                   | Ruolo | Calciatore          |
| -- | ----------------- | ----- | ------------------- |
|    | Italia (bandiera) | C     | Giovanni Gioia      |
|    | Italia (bandiera) | C     | Stanislao Kressevic |
|    | Italia (bandiera) | C     | Ernesto Monti       |
|    | Italia (bandiera) | A     | Marcello Pellarin   |
|    | Italia (bandiera) | A     | Salvatore Perrucci  |
|    | Italia (bandiera) | C     | Umberto Romano      |
|    | Italia (bandiera) | C     | Scagliarini         |
|    | Italia (bandiera) | A     | Aurelio Sculto      |
|    | Italia (bandiera) | A     | Toso                |